# Conus admirationis
Conus admirationis é uma espécie de caracol do mar, um  gastrópode marinho molusco na família Conidae, os caracóis de cone, conchas ou cones.
Esses caracóis são redatórios e venenosos. Eles são capazes de "picar" humanos.

## Descrição
O comprimento da casca atinge 60 mm.

## Distribuição
Esta espécie marinha de caracol de cone é endêmica para as Filipinas e ocorre ao largo da Ilha Sulu.